# تيموثي سيلفستر هوغن
تيموثي سيلفستر هوغن (بالإنجليزية: Timothy Sylvester Hogan)‏ هو قاضي ومحامي أمريكي، ولد في 23 سبتمبر 1909 في ويلستون في الولايات المتحدة، وتوفي في 30 يناير 1989.